# Westrehem
Westrehem là một xã ở tỉnh Pas-de-Calais, vùng Hauts-de-France của Pháp.

## Địa lý
Westrehem có cự ly khoảng 12 dặm (19,3 km) phía tây Béthune and 34 dặm (54,7 km) về phía tây nam của Lille, tại giao lộ của các tuyến đường D90e2 và D94.

## Dân số
| 1962                                                         | 1968 | 1975 | 1982 | 1990 | 1999 | 2006 |
| ------------------------------------------------------------ | ---- | ---- | ---- | ---- | ---- | ---- |
| 195                                                          | 217  | 183  | 189  | 230  | 230  | 234  |
| Số liệu điều tra dân số từ năm 1962: Dân số không tính trùng |      |      |      |      |      |      |

## Địa điểm nổi bật
- Nhà thờ St.Joseph, thế kỷ 19.